# Carcass
Carcass (укр. «Туша») — британський метал-гурт, заснований 1985 року, у Ліверпулі. Спершу колектив виконував музику в стилі гор-грайнд, але згодом перейшов до жанру мелодійного дез-металу. Гурт вважається одним із родоначальників і основоположників піджанру грайндкору.

## Історія

### Рання історія
Гурт Carcass був утворений у 1985 році гітаристом Біллом Стіром (англ. Bill Steer) і ударником Кеном Оуеном (англ. Ken Owen). До початкового складу колективу також входив вокаліст Санджив (англ. Sunjiv), який був індійського походження[джерело?].
У 1985 році Білл Стір закінчує школу й вирішує присвятити себе створенню важкої музики. Він починає випускати фензин Phoenix Militia, присвячений андеграундній метал-сцені Ліверпуля . У відомому в Ліверпулі рок-н-рол барі Mermaid він знайомиться з ударником Кеном Оуеном, який також був початківцем і розповідає йому про свою ідею організувати гурт. Так Білл і Кен засновують Carcass. До того часу Білл Стір уже грає у панк-гурті Disattack, та у березні 1986 року видає з ними демо з шести пісень Drop a bomb.... Відтак Білла запрошують як тимчасового гітариста у гурт Napalm Death. Однак він стає сталим членом гурту, і записує з Napalm Death їх дебютний альбом Scum. Кен Оуен розпочинає навчання у коледжі (за спеціальністю «екологія»), а Білл зайнятий записом Scum. Таким чином, до 1987 року гурт Carcass практично призупиняє діяльність.
У 1987 році до Білла та Кена приєднується колишній вокаліст і бас-гітарист гурту Electro Hippies Джефф Вокер (англ. Jeff Walker). Білл познайомився з Джеффом під час роботи з гуртом Napalm Death. Джефф оформлював обкладинку для альбому Scum, після чого репетиційна діяльність гурту відновлюється. У цьому ж році колектив записує свій перший демозапис під назвою Flesh Ripping Sonic Torment, який складається з 13 композицій. На вокалі — Санджив. Одразу ж після запису він покидає гурт. Згодом, колектив записує демо Symphonies of Sickness з 5 треків, де на вокалі вже Джефф Вокер. Цей демозапис викликає інтерес у незалежного лейбла Earache Records, який підписує контракт із гуртом на запис повноцінного альбому.

#### Reek of Putrefaction
У липні 1988 року виходить перший повноцінний альбом гурту. Він був записаний усього за чотири дні у невеликій студії, у Бірмінгемі. Самі учасники залишилися незадоволені якістю зведення альбому.
Інтерв'ю з Білом Стіром, німецький журнал Rock Hard, 40-й випуск, Червень 1990:
|  | Це був вересень '87 року, коли ми відіслали наше перше демо в Earache Records, котрим одразу ж сподобались. Тоді лейбл почав підштовхувати нас до того, щоб ми записали LP як можна швидше. Ми відповіли тим, що закрились на репетиційній базі, і репетирували наші пісні як божевільні; і в найкоротші терміни ми мали матеріал на повноцінний альбом. Earache Records відправили нас у відстійну маленьку студію в Бірмінгемі, де ми і записали LP за чотири дні. Це не дуже довго, але ми чудово вклались. На жаль, інженер звукозапису був повним ідіотом. Вів звів доріжку ударних так жахливо, що нам довелося мікшувати безкінечно, щоб врешті стало чутно хоч що-небудь. Але часу в нас було всього декілька годин, і довелося видавати LP так, як він звучав до того моменту. Це був Reek of Putrefaction, і зрозуміло, що ми переживали будь-які, тільки не радісні почуття з приводу результату запису Оригінальний текст (англ.) It was in September '87 when we sent our first demo to Earache who liked us from the first moment on. Then the label pushed us to record an LP as soon as possible. We reacted by entrenching ourselves in our practice room and practicing songs like mad in a short time, so we had a complete record. Then Earache sent us into a small piss-studio in Birmingham, where we did the LP in four days. That wasn't much time, but it could still have ended up okay. Unfortunately, the engineer was a complete idiot. He ruined the drum tracks so badly that we had to mix endlessly so you could at least hear something. But we only had a few hours available, and had to release the LP as it sounded. That was Reek of Putrefaction, and understandingly we were everything but happy with the result. |

Обкладинка альбому містила колаж із фотографій людських трупів і ампутованих частин тіл. Учасники гурту стверджували, що спеціально зробили її такою, щоб альбом був заборонений цензурою. Однак це призвело лише до того, що продажі альбому перевищили очікування як групи, так і лейблу. Тексти пісень представляли такий же колаж з опису найбільш болісних фантазій на тему некрофілії, трупів і смерті. Тексти пісень наповнені словами, як образно написано у багатьох рецензіях, взятими з медичних книг. Рецензії на цей альбом повні епітетів як «найбільш хворі і шалені тексти» і тому подібне. Також альбом виокремлює те, що гітарні соло мають свої власні назви, витримані у стилістиці альбому. Традиція давати назви гітарним соло є у Carcass аж до третього альбому. Оригінальний підхід у групи був і у ставленні до вокальних партій. Усі учасники гурту, навіть ударник, виконували частину текстів. 13 грудня 1988 року колектив запрошено на відому передачу британського радіодіджея Джона Піла — Peel Sessions, на BBC Radio 1. Спродюсовані Дейлом «Баффіном» Гріффіном (англ. Dale "Buffin" Griffin), чотири записаних під час національного радіоефіру треки були видані у том ж році окремим релізом, під назвою The Peel Sessions EP. Цікавий факт, що на цьому релізі члени гурту виступили під страшними псевдонімами: Бальзаматор грудної клітки (Білл Стір), Роздавлювач кишок (Джефф Вокер) і Полоскаючий горло кров'ю (Кен Оуен). Джон Піл визнав альбом Reek of Putrefaction найкращим релізом року, а відомий журнал Kerrang! присвоїв рейтинг 4 з 5, або, за класифікацією журналу — Вбивчий Альбом (англ. A Killer One).[джерело?]

#### Symphonies of Sickness
У 1989 році Білл Стір залишає гурт Napalm Death, щоб повністю сконцентруватись над роботою у Carcass. У липні-серпні, в студії Slaughterhouse Studios колектив записує матеріал для свого другого альбому. Альбом отримує ту ж назву, що і другий демозапис — Symphonies of Sickness. 4 грудня 1989 альбом побачив світ. За рішенням лейблу, у тій частині тиражу, яка вийшла на компакт-дисках містила попередній альбом гурту як бонус. Таким чином, покупці отримували 26 треків замість 10 за ту ж ціну. Хоча це рішення мало успіх серед слухачів, сам гурт залишився незадоволеним, про що згадував Білл Стір . 
Звукоінженером на записі альбому був відомий звукорежисер і музичний продюсер Колін Річардсон, який працював із гуртом до 15 годин на день протягом чотирьох тижнів. Результат задовольнив як колектив, так і аудиторію. Журнал Kerrang! присвоїв альбому рейтинг 5 з 5, тобто, визнав за альбомом найвищий статус «klassik».[джерело?] У чартах одного з найдавніших музичних видань Великої Британії, журналу NME, альбом досяг 15-го місця.[джерело?]
У листопаді 1989 музиканти беруть участь у європейському турне Grindcrusher tour, організованого Earache. У турне також беруть участь такі колективи, як Bolt Thrower, Morbid Angel і Napalm Death. У 1990 році, на мексиканському лейблі Distorted Harmony на вінілі виходить 7" EP Live St. George's Hall, Bradford 15.11.89. Він містить три треки, записані на концертних виступах гурту. Два треки взяті з виступу Carcass у St. George’s Hall, Бредфорд під час туру, а третій — із концерту 23 лютого 1989 року в Бредфорді у рамках турне, а третій — концертний виступ групи 23 лютого 1989 у будівлі Студентського союзу Лондонського Університету.  Перші тисячу копій було випущено на чорному вінілі та визнано офіційним тиражем, тоді як друга партія, на червоному вінілі, є піратським додруком.

### Розвиток
У 1990 році колектив вирішує запросити другого гітариста, щоб зробити звук своїх живих виступів більш щільним і важким. У березні до музикантів приєднується шведський гітарист Майкл Емотт (англ. Michael Amott), який до цього грав у Carnage.
Другий гітарист відкрив можливості для значного ускладнення звучання. Від брутального, мінімалістичного грайндкору, що походив із музичної філософії панку, Carcass зробив крок до створення складнішої музичної структури композицій, що відповідала стилістиці дез-металу.[джерело?]

#### Necroticism — Descanting the Insalubrious

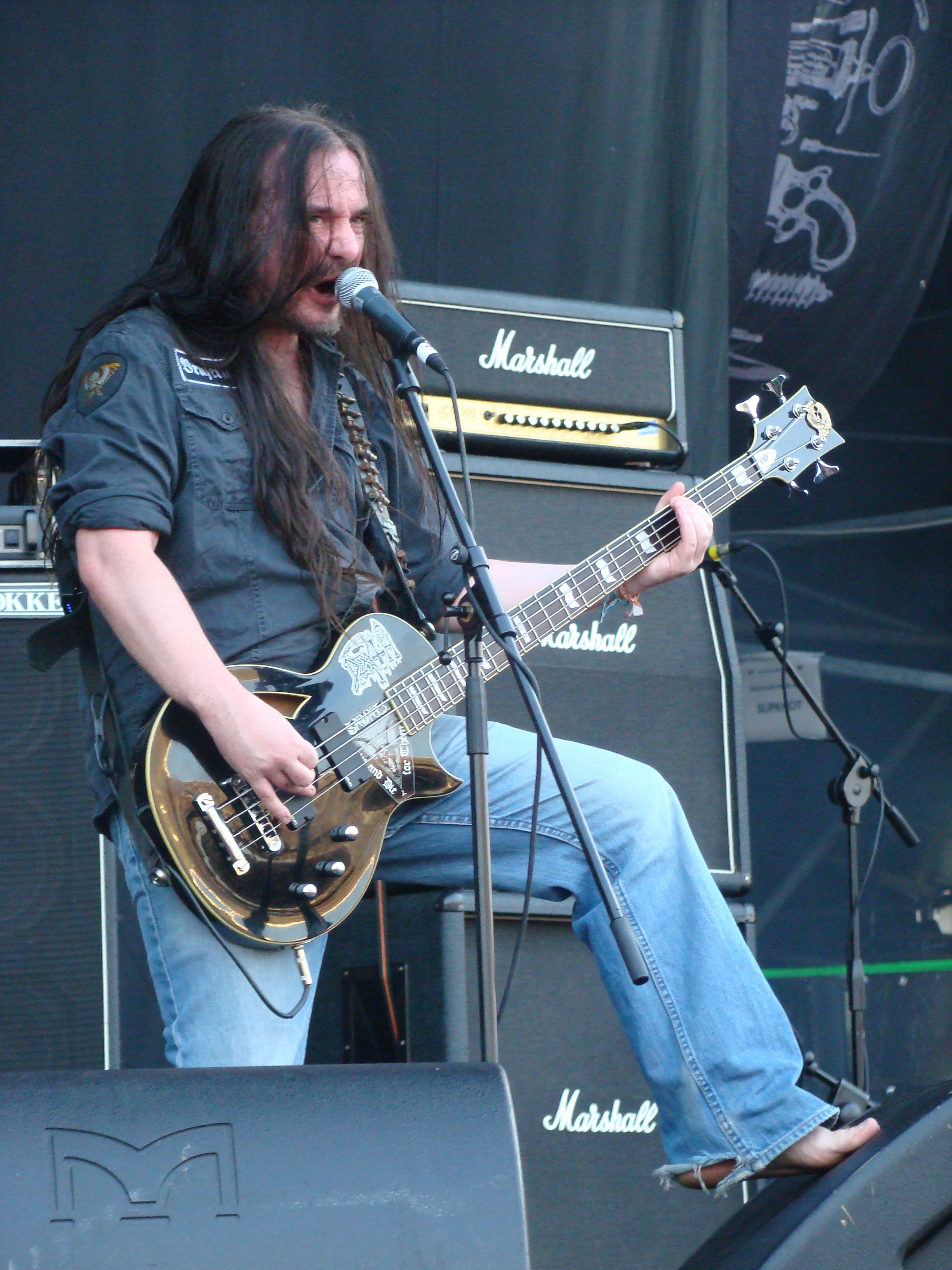
Джефф Вокер (фестиваль Gods of Metal, 2008)

На третьому альбомі Necroticism — Descanting the Insalubrious, виданому в 1991 році, музиканти продемонстрували безліч оригінальних знахідок у своєму саунді. Стилістично альбом вже не є, як попередні два релізи, чистим горграйндом; звучання і музична структура композицій змістилися в бік дез-металу.
Віртуозна гра Білла Стіра та Майка Емотта на гітарах створює ефект практично безперервного гітарного соло. Навіть у місцях, де соло відсутнє, складні та переплетені рифи нагадують соло-партії.  Наступною зміною у звучанні альбому стала тривалість пісень: замість коротких грайндкорівських композицій з'явилися розгорнуті п'яти-, шести-, а подекуди й семихвилинні треки. Відповідно, зріс і обсяг текстів пісень. 
Попри зміни, творчість гурту залишилася екстремальною:пісні супроводжуються аудіовставками звітів патологоанатомів і судмедекспертів. Тексти наповнені словами з медичних словників, а тематика зосереджена на варіантах використання людських тіл — від удобрення садів до годівлі тварин або збирання пазлів із частин тіла. Назва альбому потребує перекладу навіть для англомовних слухачів, що перекладається як: «Процес помирання — міркування про нездорове». Зокрема, слово Necroticism є неологізмом, вигаданим Кеном Оуеном .
Альбом було записано на студії Amazon Studios у Сімонсвуді в 1991 році. Продюсером виступив Колін Річардсон, який також був звукорежисером попереднього альбому гурту. У жовтні 1991 року альбом вийшов у Великій Британії, а в лютому 1992 року — у США. До кінця лютого продажі досягли 100 000 копій.[джерело?]
У березні 1992 колектив дає кілька концертів у Мексиці разом із гуртами Cenotaph, Deadly Dark і Hardware.[джерело?]  Після цього Carcass виступає на британському турне гурту Death, разом з французькою групою Loudblast, замінивши в останню мить заявлених у програмі голландців Pestilence, які не змогли взяти участь.[джерело?] У червні цього ж року виходить EP Tools of the Trade. Паралельно музиканти беруть участь у турне Gods Of Grind, разом з Entombed, Cathedral і Confessor. Турне було організовано Earache Records.

#### Heartwork
У жовтні 1993 року Carcass випускають свій новий диск Heartwork(укр. «робота серця»). Усі пісні альбому були готові у «сирому» вигляді вже в лютому,але колектив очікував підписання ліцензійної угоди між незалежним лейблом Earache Records, з яким у них був контракт, і одним із великих лейблів світової звукозаписної індустрії — Columbia Records, що належала корпорації Sony. Лише після укладення угоди, у травні 1993 року гурт розпочав запис Heartwork. Матеріал записували на студії Parr Street Studio, продюсером знову був Колін Річардсон. 
На цьому альбомі гурт змінив свій стиль, перейшовши до класичного дез-метал з елементами хеві-металу. Самі ж музиканти описали стиль альбому як «стопроцентний хеві-метал.» Стиль альбому, з швидкими гітарними рифами, розгорнутими соло, відсутністю гроулінгу Білла Стіра, та тексти, що втратили некрофільну спрямованість, зробили звучання значно «легшим». Це спричинило звинувачення з боку численних фанатів у комерціалізації та відході від екстремальної тяжкості ранніх альбомів. Однак ситуація була протилежною..

Інтерв'ю з Джеффом Вокером, журнал Rock Hard, 1993 рік:
|  | ...нам було в середньому біля 18-ти років, коли ми записали перший альбом<...>Ми були фанатами дез-металу, котрим також подобався екстремальний хардкор — і було просто мало гуртів, які дійсно йшли би в своїй музиці до меж дез-металу. Існувало багато кліше, і ми намагались розбити усі схеми, граючи максимально екстремально і жорстко, як тільки можливо. Звісно, зараз це вже теж стало кліше. І через це було б безглуздо записувати сьогодні такий же альбом, як «Reek of Putrefaction», хоча тоді це було важливо.<...>але це було би нудно зараз, і не змінило би нічого.Ми вже спробували шукати нові шляхи, створюючи «Necroticism». І я досі вважаю, що ми не йшли на компроміси - Я сказав би навіть, що «Heartwork» - це наш найважчий альбом на сьогодні, хоча пісні і стали більш музичні. <...> І якби ми продовжували в тому ж дусі (як і на ранніх альбомах - прим.), ми перетворилися б на пародію на самих себе. 50 подібних пісень цілком достатньо, я вважаю.Оригінальний текст (англ.) ...we had an average age of 18 years when we recorded the first album<...>We were Death-metal fans who also liked extreme hardcore — and there was simply a lack of bands who really took Death-metal to its limits. Already back then there were too many clichees, and we tried to break out of the scheme by playing as extreme and brutal as possible. Of course, that also became a cliche by now. And because of that it would be senseless to record an album like «Reek of Putrefaction» again today, though it was important back then.<...> but that would have been boring and wouldn't have changed anything. We already tried to go new ways with «Necroticism». But I still think we didn't make any compromises - I even would say that «Heartwork» is our hardest record to date, though the songs became more musical. <...>If we had continued that way, we would have become a parody of our own idea. 50 songs of that kind are enough I think. |

Альбом досяг 54-й позиції у національних чартах Великої Британії, що було безумовним успіхом для колективу такого екстремально важкої спрямованості, як Carcass. У оформленні обкладинки використана робота відомого швейцарського художника Ґанса Рудольфа Гігера. Скульптура називається Life Support. За авторські права на друк обкладинки Гігер зажадав 8000 фунтів стерлінгів, однак менеджер гурту пояснив художнику, вони не є мультиплатиновою командою, після чого художник знизив ціну до 3000 фунтів стерлінгів, так як йому сподобалась музика групи.[джерело?]

### Розпад

#### Зміна гітаристів
Після запису альбому Heartwork, у жовтні 1993 року, гурт залишає Майкл Емотт. Він повертається до Швеції, де створює колективи Spiritual Beggars і Arch Enemy, а також співпрацює з Candlemass. На заміну Майклу до складу гурту приєднується сесійний гітарист Майк Хікі, який працював у Carcass роуд-менеджером і мав досвід гри у таких гуртах, як Cronos і Venom. У грудні гурт вирушає в турне Великою Британією разом із Headswim і гардкор-кросовер-гуртом Body Count. Після цього колектив здійснює масштабне турне Європою та США на підтримку альбому Heartwork. Carcass також виступає у Японії. У червні 1994 року Майка Хікі замінює гітарист Карло Регадас, який раніше грав у Devoid.

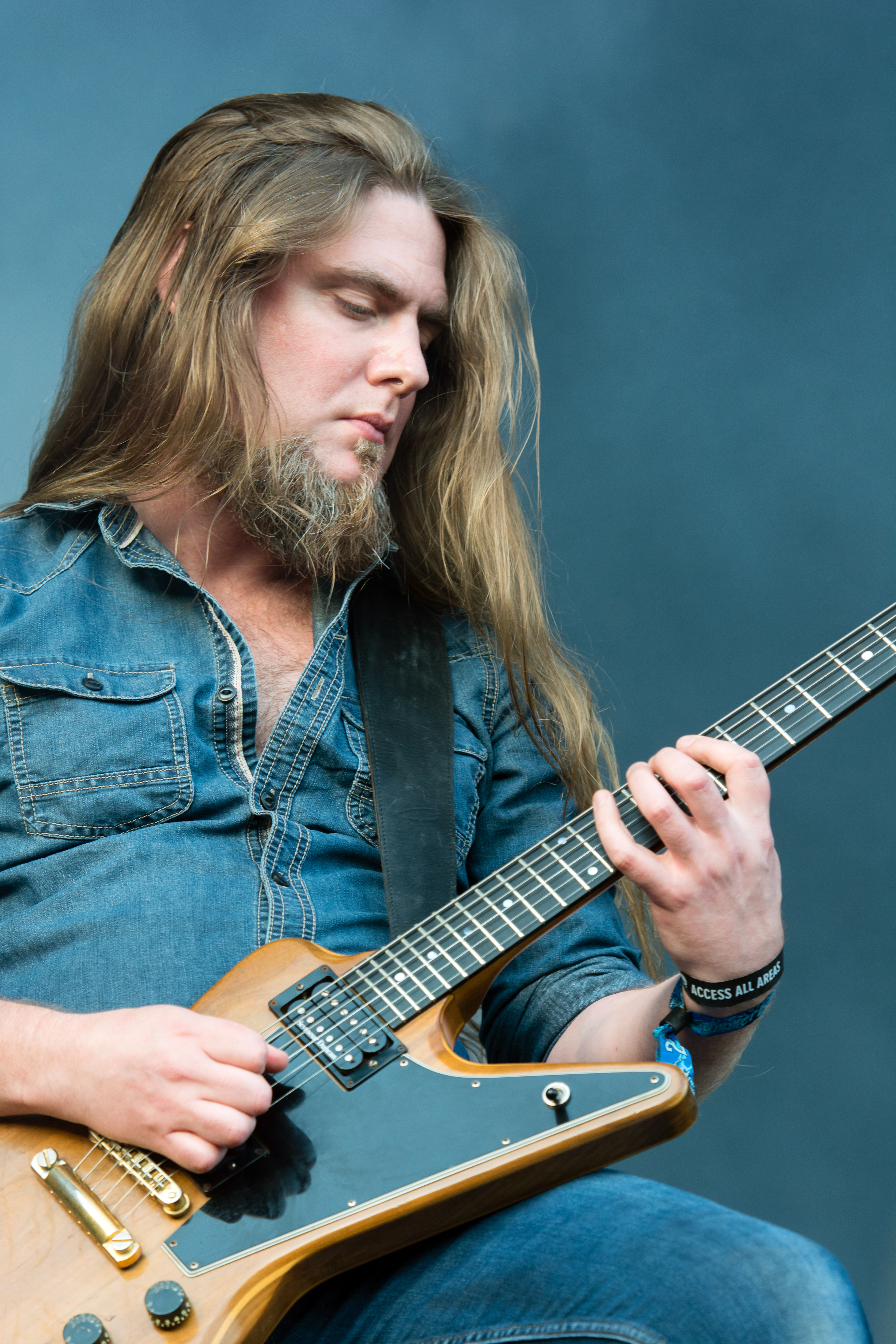
Бен Еш (Фестиваль Elbriot, 2016)

#### Контракт з Columbia Records
Ще не завершивши американське турне, гурт отримує пропозицію від великого лейблу Columbia Records, який належав корпорації Sony. Великий лейбл зацікавився гуртом, побачивши у ньому комерційний потенціал. До того моменту продажі альбому Heartwork тільки у США досягли 50 000 копій, і упевнено продовжували зростати. У 1995 році група записує свій останній альбом, котрий називається Swansong перед розпадом. Але через конфлікти між лейблами Columbia і Earache Records за право накладу альбомів Carcass диск видається тільки у 1996 році, на Earache Records. Музику, яку тепер виконувала група, самі музиканти назвали дез-н-рол.

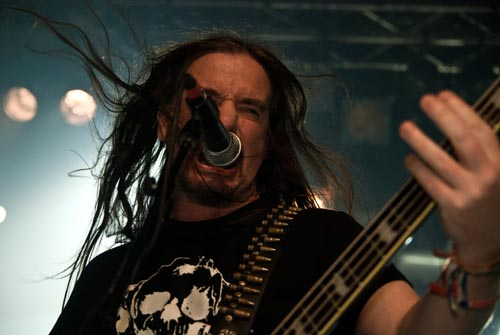
Джефф Вокер на Bergen Metal Fest (2007 р.)

### Возз'єднання
У червні 2006 року, Вокер у інтерв'ю передбачив можливе возз'єднання Carcass, але сказав, що Кен Оуен швидше за все буде замінений через його проблеми зі здоров'ям. Група зібралася разом у 2007 році, оголосивши про організацію світового турне. Carcass були заявлені практично на всіх найбільших європейських фестивалях, починаючи з літа 2008 року. Місце Кена Оуена зайняв теперішній ударник гурту Arch Enemy Даніель Ерландссон.
У 2013 році музиканти заявили про те, що готовий новий альбом під назвою Surgical Steel і будь-якої ностальгії або повторення пройденого очікувати від них не варто. У студійний склад колективу увійшли Білл Стір, Джефф Вокер і Деніел Уілдінг.

## Учасники

### Теперішні учасники
- Білл Стір(інші мови) — гітара (1985—1995; 2007 — …), вокал (1987—1992, 2013 — …)
- Джефф Вокер(інші мови) — бас-гітара, вокал (1987—1995; 2007 — …)
- Деніел Уілдінг(інші мови) — ударні (з 2012)
- Том Дрепер — гітара (з 2018)

### Колишні учасники
- Кен Оуен(інші мови) — ударні, бек-вокал (1985 — 1995)
- Майк Хікі — гітара (під час туру 1993 — 1994)
- Карло Регедас — гітара (1994 — 1995)
- Санджив — вокал (1985 — 1987)
- Майкл Емотт(інші мови) — гітара (1990 — 1993; 2007 — 2012)
- Даніель Ерландссон(інші мови) — ударні (2007 — 2012)
- Бен Еш — гітара (2003 — 2018)

## Дискографія
- Reek of Putrefaction(інші мови) (1988)
- Symphonies of Sickness(інші мови) (1989)
- Necroticism — Descanting the Insalubrious(інші мови) (1991)
- Heartwork(інші мови) (1993)
- Swansong(інші мови) (1996)
- Surgical Steel(інші мови) (2013)
- Torn Arteries(інші мови) (2021)